# باروم
باروم (بالنرويجية: Bærum)‏ هي بلدية في مقاطعة آكرشوس بالنرويج. المقر الإداري للبلدية هو مدينة ساندفيكا. تأسست البلدية سنة 1838. تقع باروم غرب العاصمة أوسلو وتعد إحدى ضواحيها.
باروم لديها أعلى ناتج قومي للفرد في النرويج وأعلى نسبة من خريجي الجامعة في البلاد. الأحياء الشرقية لباروم الواقعة قرب العاصمة معروفة بفخامتها وعادة ما يوصف سكانها بالمتكبرين أو المترفعين في الثقافة النرويجية الشعبية. اختيرت البلدية كأفضل مكان للعيش في النرويج نظرا لجودة الخدمات العمومية والحكومة المحلية.

## التسمية
الاسم باللغة النوردية القديمة هو بارغهايمر. الجزء الأول «بارغ» يعني الجبل، أما الجزء الثاني «هايمر» فيعني المزرعة. على الأرجح هي إشارة لمزرعة كانت تقع في سفح جبل كولوس. قديما كانت البلدية تدعى «بارغهايمسهيراغ» مع العلم أن الجزء الأخير «هيراغ» يعني الأسقفية أما المقاطعة.

## شعار النبالة
شعار النبالة اعتمد حديثا سنة 1976 وهو يصور قمين الجير بلون فضي مع خلفية خضراء، في إشارة لأهمية هذا النشاط في اقتصاد المنطقة منذ العصور الوسطى لغاية القرن التاسع عشر.

## التاريخ
المنطقة المعروفة اليوم بباروم كانت أرض فلاحية خصبة من العصر البرونزي، كما وجدت بعض الأدوات التي تعود للعصر الحجري. أول إشارة اسم باروم كانت في ساغا «سفير» ملك النرويج حوالي العام 1200. توجد أيضا أثار كنائس حجرية تعود للقرن 12 في كل من هاسلوم وتانوم.
تأسست طريق الحج لتروندهايم بعد 1030 وكانت هذه الطريق تمر بباروم. توجد أدلة تؤكد وجود أفران الكلس منذ 850 وشعار النبالة مستلهم منها. كانت توجد موانئ للشحن والنقل البحري في كل من سليبيندن وساندفيكا.
خلال القرن الـ17 اكتشف الحديد في باروم وأسست مصانع الحديد في قرية باروم فيرك. كما ازدهرت العديد من الصناعات على طول نهري ليساكرلفين وساندفيكسلفا كصناعة الورق، الزجاج، القرميد والمسامير. إضافة للصناعة، كانت توجد العديد من البساتين والحقول الزراعية التي مازال بعضها موجودا لليوم.
تخرج من باروم العديد من الفانين الذين قصدوا مدرسة الفنون التي أسسها الرسام والفنان النرويجي جوهان فردريك إيكرسبارغ من بينهم فريلتس ثاولو، كريستيان سكرادسفيغ، هاريت باكر، كيتي لانج كايلاند، أوتو سيندنغ، إيليف بيترسن، غارهاردت مونتها وإيريك وارنسكيولد.
في أواسط القرن العشرين حولت العديد من الأراضي الزراعة إلى مجمعات سكنية، رغم ذلك فإن المجمعات السكنية لا تمثل سوى ثلث المساحة في حين أن حوالي نصف المساحة مغطى بالغابات وحوالي 17 كيلومترا مربعا لا تزال تستعمل للزراعة.
في عام 2010 احتضنت باروم مسابقة يوروفيجن الغنائية.

## الاقتصاد
أسست قاعدة صناعية في الخمسينات كانت موجهة بشكل رئيسي لقطاع الخدمات كالهندسة والخدمات العامة وتجارة التجزئة وغيرها. أغلب الضرائب تعود للبلدية كونها بلدية تابعة لأوسلو، وتعد واحدة من أكثر المناطق تأثيرا في النرويج.
اثنتان من أكثر الطرق ازدحاما في النرويج (E18 وE16) تمران بالبلدية إضافة لخط سكة حديدية. أنشئت العديد من المتنزهات على طول الطريق E18 خاصة في منطقة ليساكر في 20-30 سنة الأخيرة وهذا ما ساعد في تخفيف الضغط عن أوسلو.
يقع مقر الخطوط الجوية الاسكندنافية في فورنيبو، باروم. المكاتب الإدارية للخطوط الجوية ويدارو تقع في ليساكر، باروم، وكذلك المقر الإداري لأير شاتل النرويجية يقع في فورنيبو، باروم. كما أن مقر الخطوط الجوية السابقة، بارتنر، كان يقع في فورنيبو، وعندما أسست خطوط بيزي بيي النرويجية اتخذت من مطار فورنيبو مقرا لها.

## السكان
في عام 2009 كانت باروم في المركز التاسع من حيث أعلى البلديات كثافة سكانية في النرويج. على طول الطريق E18 تتواصل الأحياء السكينة بشكل مستمر بين أوسلو وباروم، لكنها تبدأ في التقطع بالوصول إلى بلدية أسكر.
باروم واحدة من أكثر البلديات تأثيرا في النرويج. يبلغ الناتج القومي للفرد 370,800 كرونة نرويجية مقارنة بـ262,800 كرونة المعدل الوطني (معلومات من عام 2002). كما تملك باروم أعلى مستوى تعليمي في النرويج.
نسبة لـ«داغبلادت» (ثاني أكبر صحيفة في النرويج) واستنادا إلى إحصاء محلي فإن باروم هي أفضل مكان للعيش في النرويج وأفضل مكان لتربية الأطفال الصغار. تحتل باروم دوما مراتب متقدمة في الإحصاءات المتعلقة بالسياسية الاقتصادية، التعليم، التغطية الصحية، ترتيب المدارس وحقوق العمال. يوجد في باروم حوالي 13 كنيسة.

### المجموعات العرقية
عدد الأقليات العرقية (الجيل الأول والثاني) في باروم (2015):
| الموطن الأصلي              | العدد |
| -------------------------- | ----- |
| بولندا                     | 3,744 |
| السويد                     | 1,597 |
| إيران                      | 1,157 |
| الفلبين                    | 1,047 |
| باكستان                    | 930   |
| الدنمارك                   | 903   |
| المملكة المتحدة            | 796   |
| روسيا                      | 786   |
| العراق                     | 750   |
| ألمانيا                    | 664   |
| أفغانستان                  | 640   |
| الصومال                    | 590   |
| الصين                      | 554   |
| الهند                      | 537   |
| ليتوانيا                   | 478   |
| الولايات المتحدة الأمريكية | 461   |
| البوسنة والهرسك            | 375   |
| سريلانكا                   | 362   |
| إريتريا                    | 345   |
| رومانيا                    | 322   |

## التعليم
توجد مدارس عامة وخاصة في باروم مع 43 مدرسة ابتدائية عامة وبعض المدارس الخاصة. نسبة للإحصاءات الوطنية فإن مدرسة «جار» هي الأولى وطنيا في مادة الرياضيات أما مدرسة «لومادلين» فهي الأولى في مادة القراءة.
كما توجد ثماني مدارس ثانوية، كلية النرويج لرياضات النخبة، مدرسة فالدورف وفرع لجامعة فولك يقع في ساندفيكا.
مدرسة فالر الثانوية ظلت لمئات السنين واحدة من أفضل 5 مدارس في النرويج، في حين مدرسة نادرود الثانوية في قائمة أفصل 20. مدرس ساندفيكا الثانوية ورغم كونها حديثة النشأة لكنها تلقت خلال الـ6 سنوات الأخيرة أكبر عدد من طلبات التسجيل وهي في قائمة أفضل 10 مدارس في البلاد. في عام 2013 ربحت هذه المدرسة جائزة أفضل مدرسة في المشاريع وريادة الأعمال في النرويج.
فريق ستابك إ. ف يلعب في الدوري النرويجي الممتاز لكرة القدم للرجال. في حين فريق باروم س. ك يلعب في الدوري النرويجي الأول.

## أقسام بلدية باروم
تنقسم بلدية باروم إلى المناطق الآتية:
- يار - Jar

## معرض صور

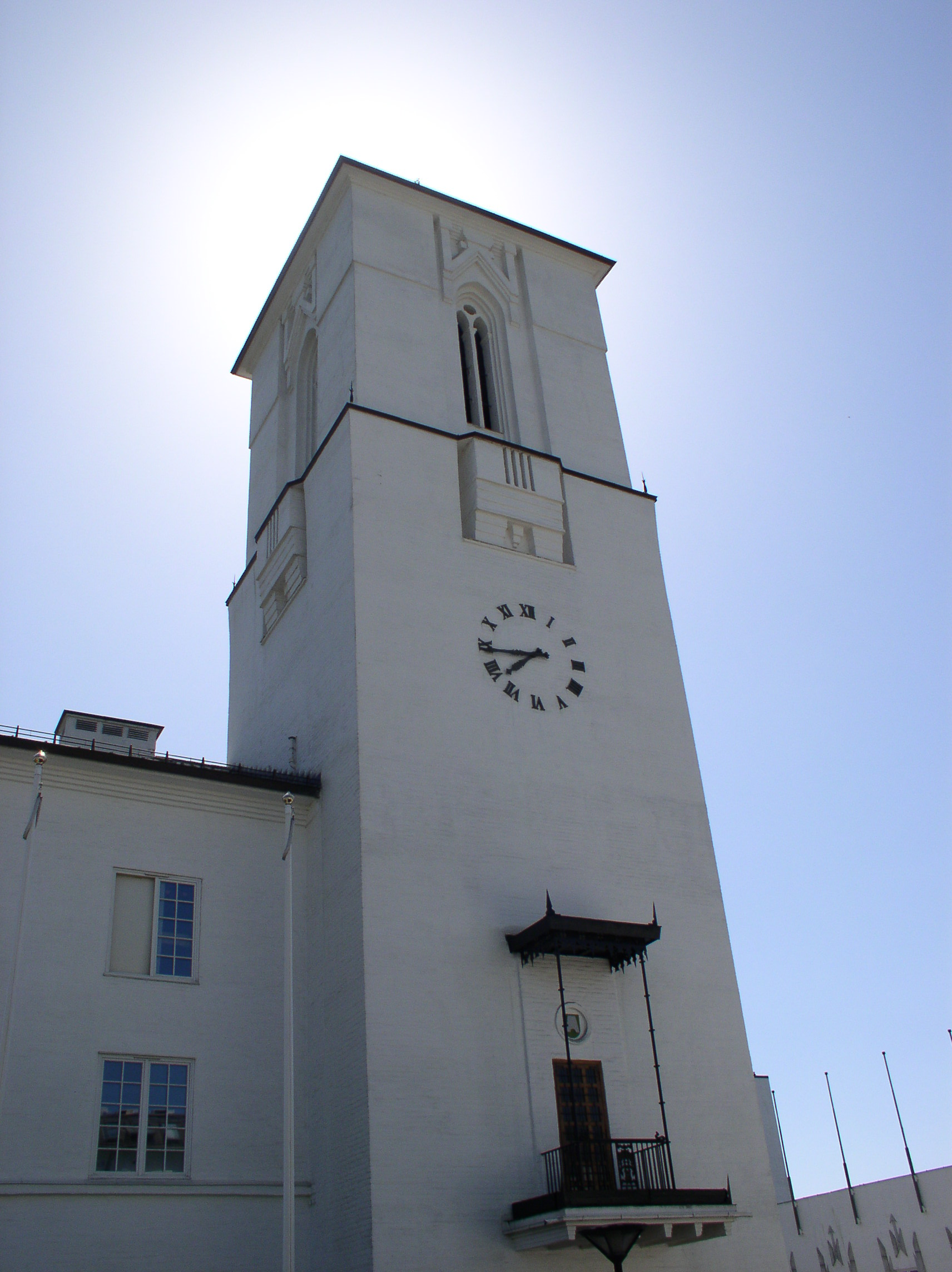
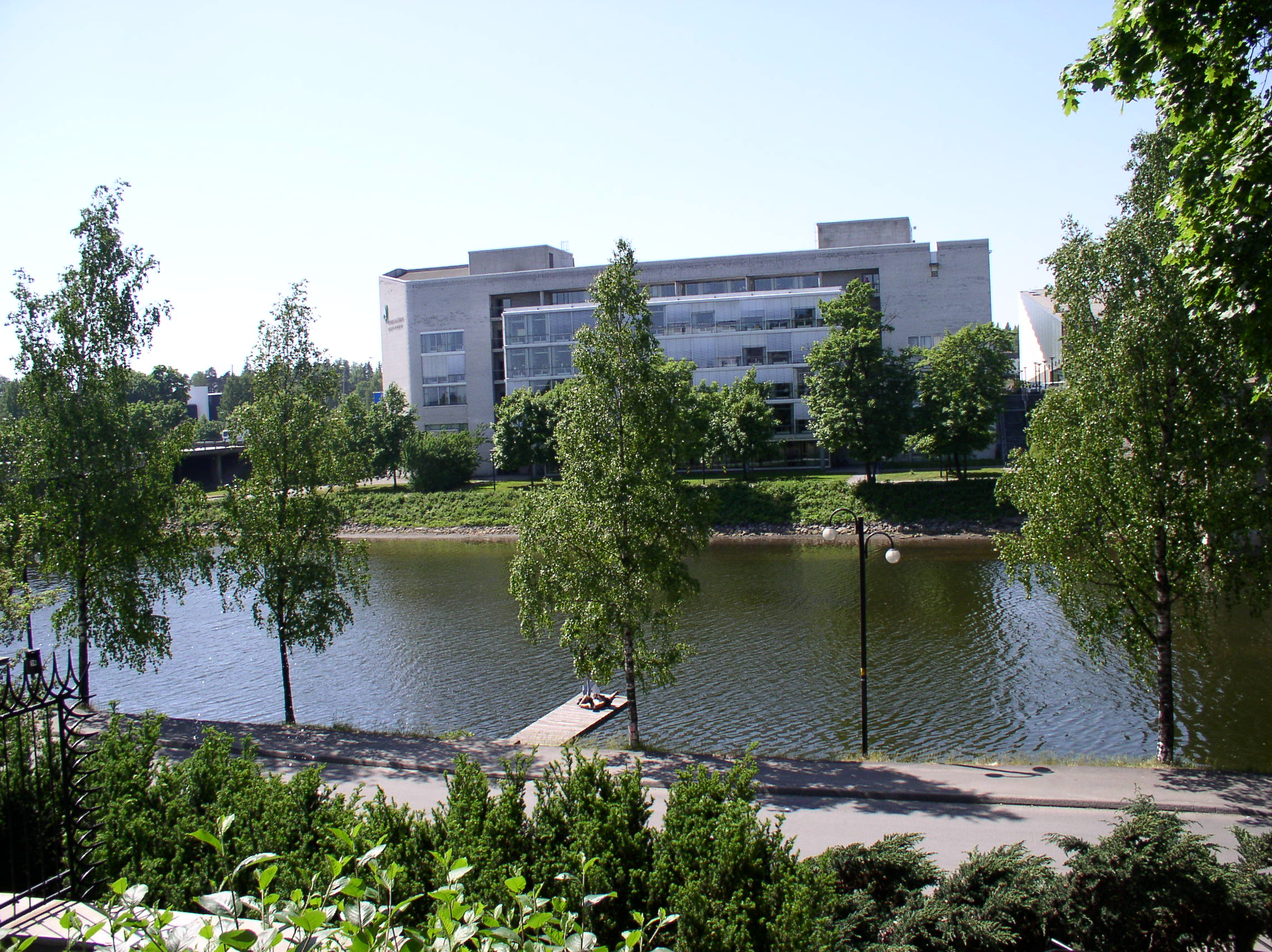
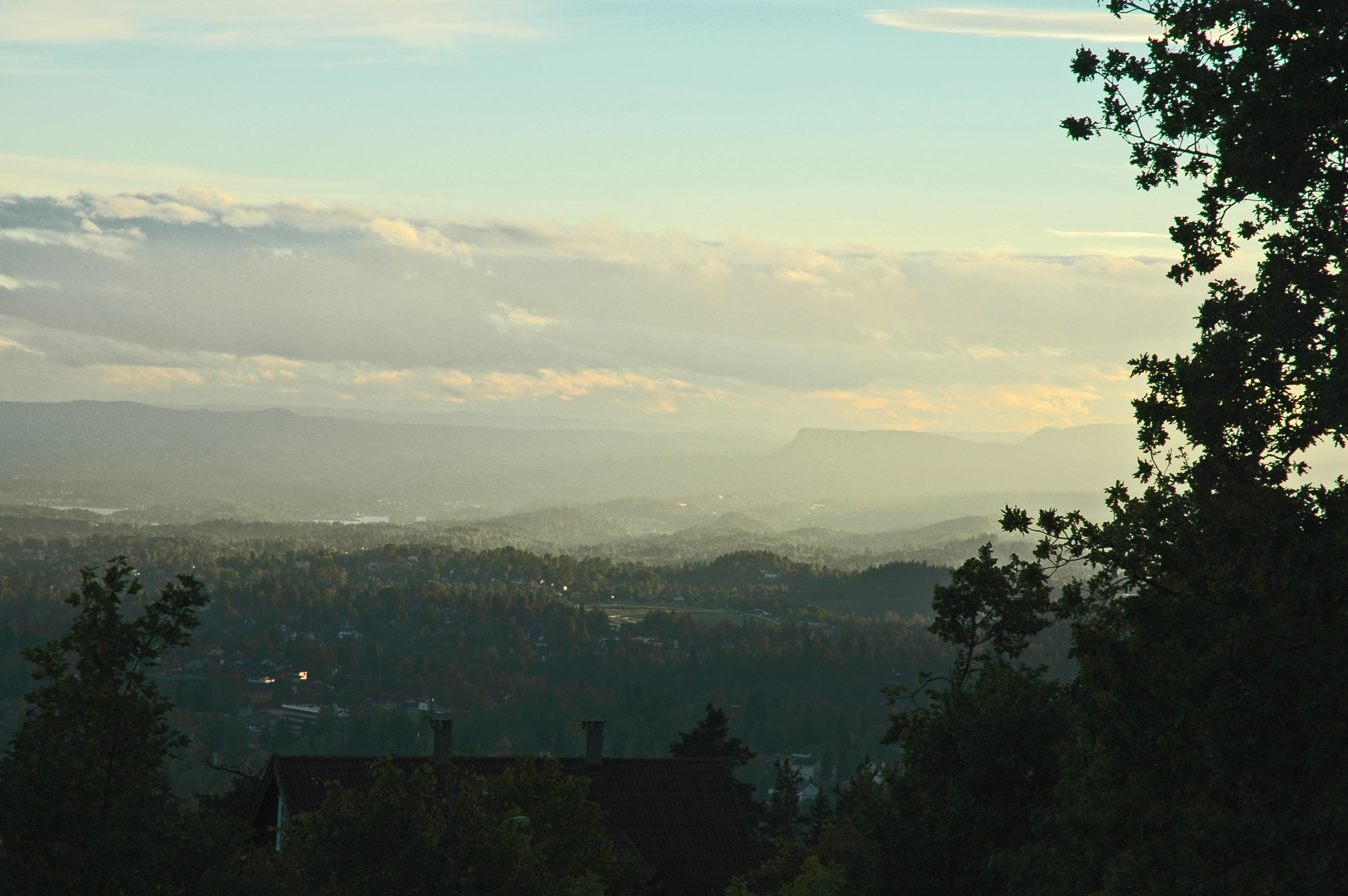
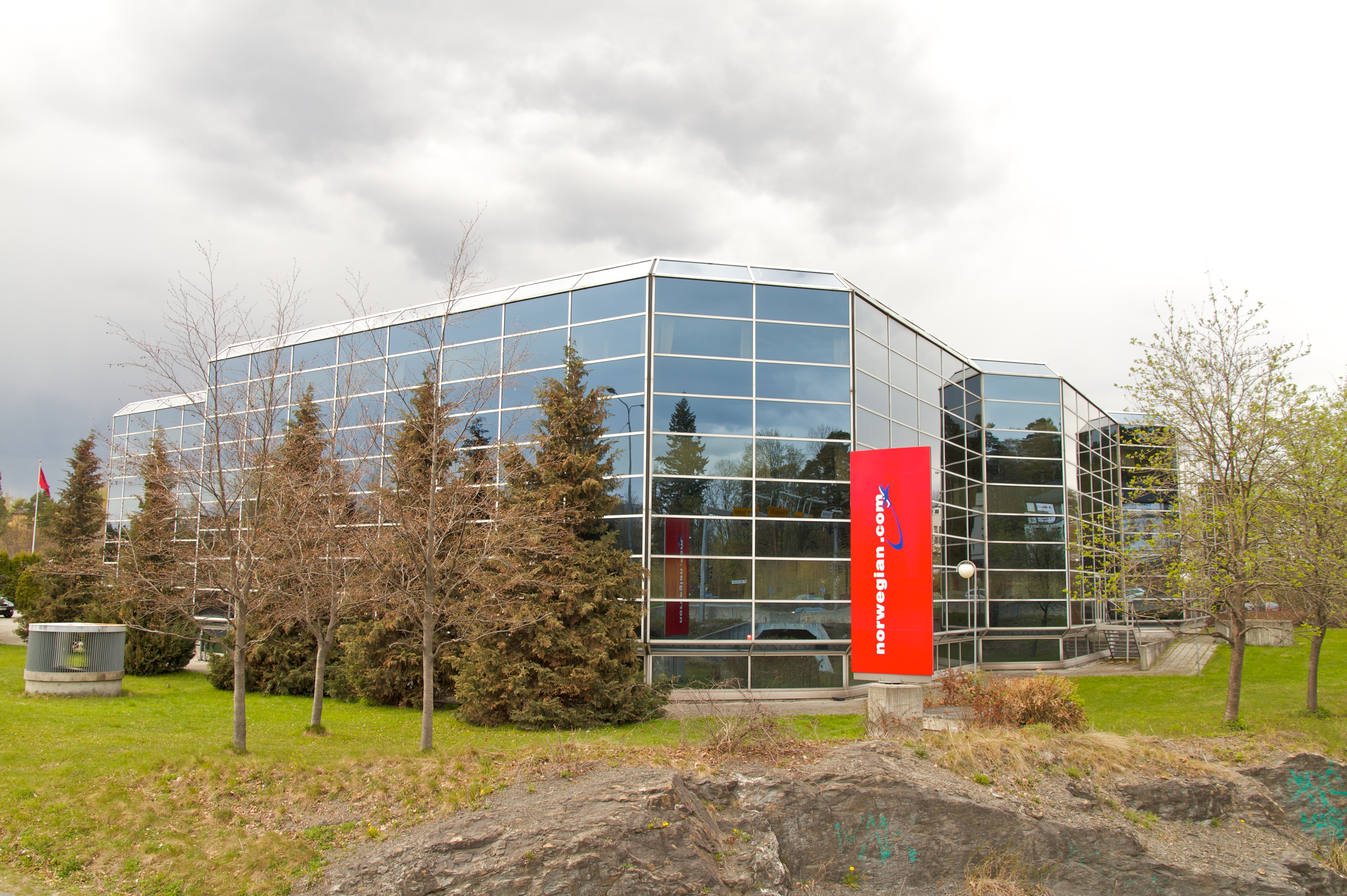
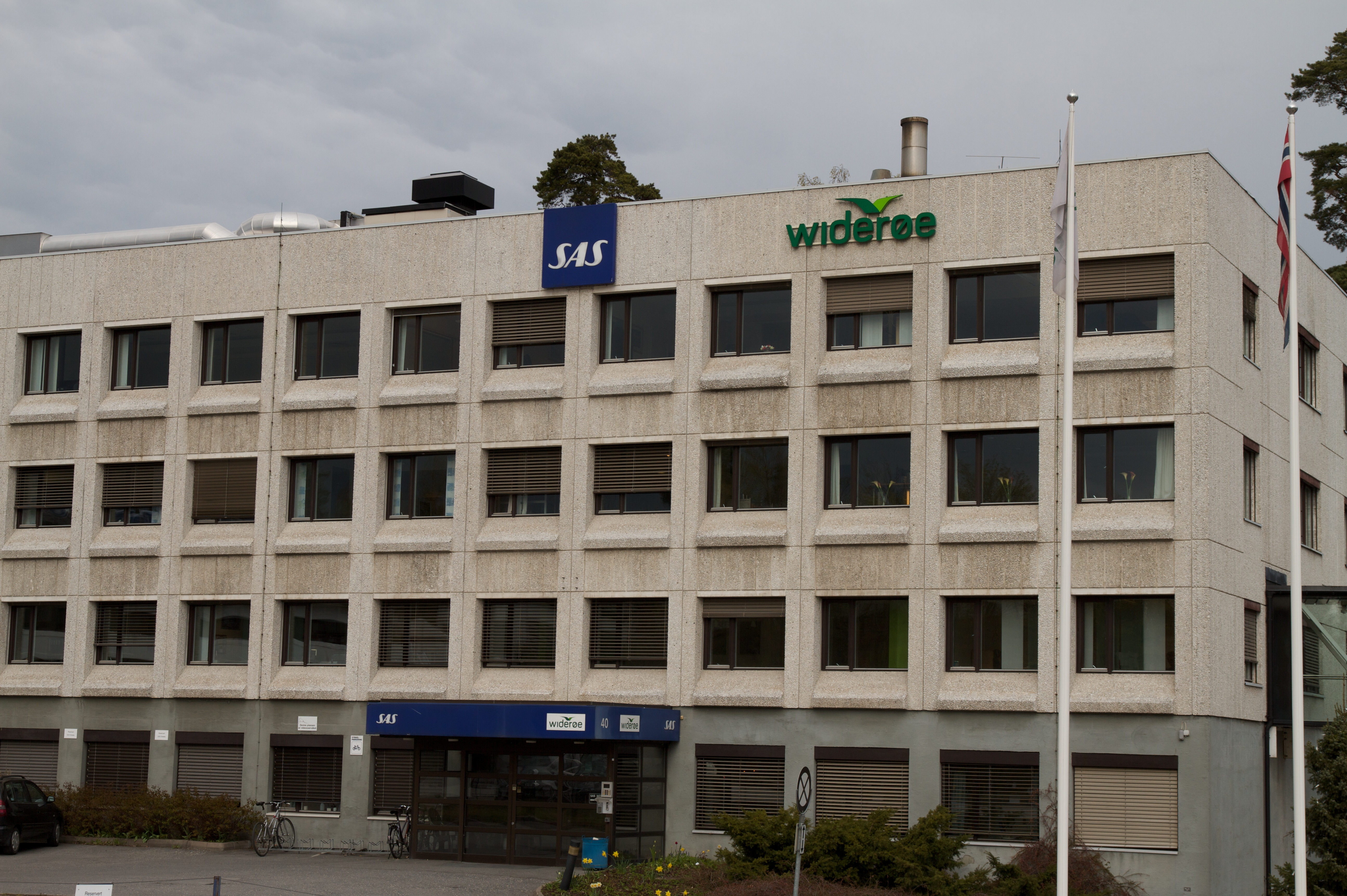
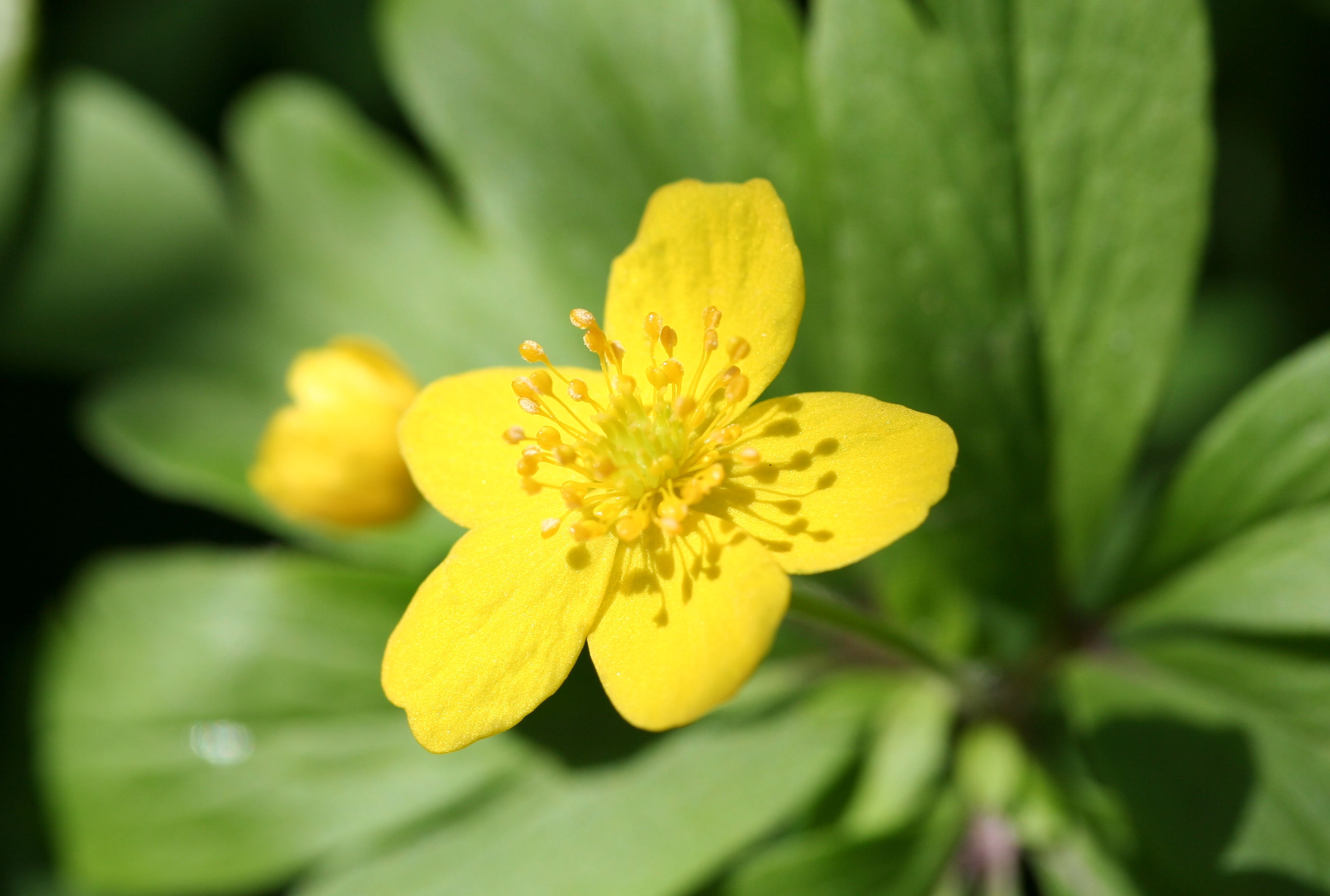

## روابط خارجية
- الموقع الرسمي لبلدية باروم.
- معلومات سياحية حول بلدية باروم.
- خريطة وتوقعات الطقس لباروم.